# Domenèc Torrent
Domènec Torrent Font (Santa Coloma de Farners, 14 juli 1962) is een Spaans voetbalcoach en voormalig voetballer. Hij was van 2007 tot 2018 de assistent van Pep Guardiola.

## Trainerscarrière

### Spaanse lagere divisies
Torrent begon zijn trainerscarrière bij CE Farners, de club waar hij ooit nog gespeeld had. In 1994 promoveerde hij met de club naar de Regional Preferente. Later coachte hij ook UD Cassà, AE Roses, FC Palafrugell, Palamós CF en Girona FC.

### Assistent van Guardiola
In 2007 ging Torrent aan de slag als assistent van Pep Guardiola bij FC Barcelona B. De Spanjaard werkte er aanvankelijk vooral als tactisch analist. Toen Guardiola een jaar later gepromoveerd werd tot hoofdtrainer van het eerste elftal van Barcelona, volgde Torrent hem. Ook toen Guardiola later aan de slag ging bij Bayern München en Manchester City bleef Torrent hem trouw.

### New York City
Op 11 juni 2018 kondigde New York City aan dat het Torrent had aangesteld als nieuwe hoofdtrainer. Hij werd er de opvolger van Patrick Vieira, die naar OGC Nice vertrok. New York City stond op het moment van de aanstelling van Torrent derde in de Major League Soccer, en eindigde uiteindelijk ook derde in de Eastern Conference. In de play-offs sneuvelde de club in de Conference Semifinals tegen Atlanta United.
In het seizoen 2019 eindigde de club, die in het tussenseizoen afscheid had genomen van David Villa, eerste in de Eastern Conference. In de play-offs sneuvelde de club echter opnieuw in de Conference Semifinals, ditmaal tegen Toronto FC. Op 8 november 2019 namen club en trainer in onderling overleg afscheid van elkaar.

### CR Flamengo
Op 31 juli 2020 ging Torrent aan de slag als hoofdtrainer van CR Flamengo. Hij werd er de opvolger van Jorge Jesus, die terugkeerde naar SL Benfica. Onder het bewind van Jesus had Flamengo in 2020 vijf prijzen gewonnen: Campeonato Brasileiro Série A, Supercopa do Brasil, Campeonato Carioca, Taça Rio en CONMEBOL Recopa. Op 9 november 2020 werd hij er ontslagen vanwege teleurstellende resultaten.

### Galatasaray SK
In januari 2022 werd Torrent de nieuwe trainer van Galatasaray SK, dat op een teleurstellende twaalfde plaats stond in de Süper Lig. In maart werd hij in de Europa League uitgeschakeld door zijn ex-club Barcelona. Torrent slaagde er niet in om de Turkse topclub uit het slop te trekken, met een historisch slechte dertiende plaats in het eindklassement als gevolg. In juni werd hij alweer ontslagen vanwege conflicten binnen het bestuur van de club.